# Stolpasjö
Stolpasjö är en sjö i Markaryds kommun i Småland och ingår i Lagans huvudavrinningsområde. Sjöns area är 0,014 kvadratkilometer och den befinner sig 140 meter över havet.